# Cyrtanthus guthrieae
Cyrtanthus guthrieae är en amaryllisväxtart som beskrevs av Harriet Margaret Louisa Bolus. Cyrtanthus guthrieae ingår i släktet Cyrtanthus, och familjen amaryllisväxter. Inga underarter finns listade i Catalogue of Life.